# 西联乡 (武义县)
西联乡，中国浙江省金华市武义县下辖的一个乡。

## 行政区划
下辖以下地区：
马口村、金山村、田坪村、汤山村、河涧村、内河洋村、东坑村、雪坑村、田铺村、大溪口村、章五里村、乌坛下村、殿下畈村、景阳村、双溪口村、直坑村、上田村、壶源村和宣田村。